# Пустяки (игра)

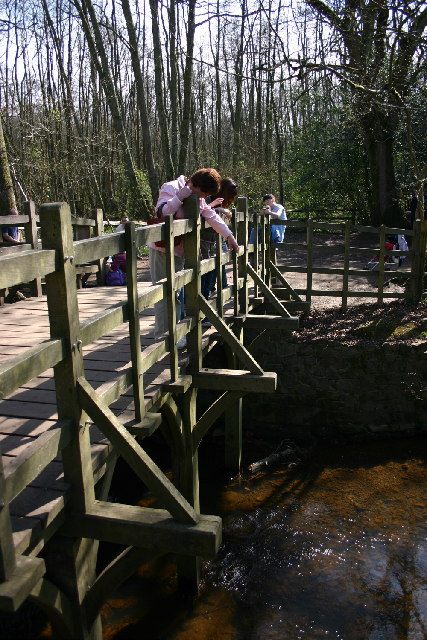

Игра́ в Пустяки́ (англ. Poohsticks), в которой соревнующиеся бросают палочки в текущую реку с моста и ждут, чья палочка первой пересечёт финишную прямую.
Игра со страниц книг Милна о Винни-Пухе шагнула в действительность.
С 1983 г. каждый год в Оксфордшире на Темзе проводятся чемпионаты по Пустякам (хотя мост, послуживший прототипом Милну, находится в Восточном Сассексе, в Ashdown Forest).